# МКСпресо
МКС еспресо машина или МКСпресо (ISSpresso) е първата еспресо кафе машина, конструирана да се използва в Космоса.
Произведена е от Argotec и Lavazza в публично-частно партньорство с Италианската космическа агенция. Първото космическо еспресо кафе е изпито от астронавтката Саманта Кристофорети на 3 май 2015 година.
На 30 септември 2017 г. италианският астронавт Паоло Несполи тества еспресомашината по случай международния ден на кафето.

## Възможности
МКСпресо машината е конструирана да подготвя еспресо кафе. Преди този експеримент в космоса е използвано само разтворимо кафе. Космонавтите могат да избират между следните опции: късо черно (30 ml), дълго черно (60 ml) и горещи напитки (чай или супа, 120 ml). Има и цикъл на изплакване (60 ml) за почистване на хидравличния кръг в края на цикъла на приготвяне. Възможността за изготвяне на супа подпомага рехидратирането на космическата храна.
МКСпресо машината дава възможност за изследване на някои физически явления, свързани с динамиката на флуидите в условията на микрогравитация при високо налягане и температура.